# Uhlík-12
Uhlík-12 je běžnějším z obou stabilních izotopů uhlíku, patří k němu asi 98,9 % uhlíkových atomů na Zemi, jeho vysoký výskyt je způsoben tím, že vzniká uvnitř hvězd během 3-alfa reakce. Tento izotop byl stanoven za základ, podle kterého se určují relativní atomové hmotnosti všech nuklidů, u uhlíku-12 je podle definice rovna 12.

## Historie definice molu
Před rokem 1959 používaly IUPAP i IUPAC pro definici látkového množství kyslík; v chemii byl 1 mol definován jako počet atomů v 16 gramech přírodní směsi izotopů kyslíku, zatímco ve fyzice pomocí samotného izotopu 16O. 
Pozdější definice definovala mol jako počet částic ve 12 gramech uhlíku 12C, tato hodnota je nazývána Avogadrova konstanta. Definice byla schválena na přelomu let 1959 a 1960 a Mezinárodní výbor pro míry a váhy ji převzal roku 1967. V roce 1971 byla přijata na 14. Generální konferenci pro míry a váhy. V roce 1980 byla definice doplněna upřesněna tak, že atom uhlíku nesmí být vázaný a musí být v základním stavu. Tato definice platila až do redefinice jednotek SI v roce 2019.
V rámmci redefinice jednotek SI byla nově hodnota Avogadrovy konstanty pevně stanovena na:

NA = 6,02214076×1023 mol−1 (přesně).

Molární hmotnost volného uhlíku  12
6 C je nově podle definice molární hmotnostní konstanty:

M(12C) = 12Mu = 12NA·mu = 12,0000000126(37) g/mol (číslice v závorce udává směrodatnou odchylku posledních dvou platných číslic.

## Hoylův stav
Hoylův stav je excitovaný rezonanční stav uhlíku-12, jehož existenci roku 1954 předpověděl Fred Hoyle. Jeho existence je nezbytná pro nukleosyntézu uhlíku v červených obrech spalujících helium a předpovídá takovou tvorbu uhlíku uvnitř hvězd, jaká je pozorována. Existence Hoylova stavu byla experimentálně potvrzena, ovšem jeho vlastnosti nejsou přesně známy.

## Získávání izotopu
Izotopy uhlíku lze od sebe oddělit ve formě oxidu uhličitého přeměněného řetězcem chemických reakcí na aminkarbamát.